# Choroš šupinatý
Choroš šupinatý (Polyporus squamosus) je houba z čeledi chorošovitých. Jedná se o patogena napadajícího živé rostlinné tkáně a dřevokaznou houbu rozkládájící mrtvou hmotu. Vyskytuje na stromech a jejich zbytcích v Evropě, Asii, Austrálii i Severní Americe. Mladé plodnice jsou jedlé. Choroš má specifickou vůni, která připomíná okurky.
Autorem jejího současného pojmenování je Elias Magnus Fries, který ji popsal ve svém díle Systema Mycologicum z roku 1821. Již předtím v roce 1778 ji coby Boletus squamosus popsal William Hudson.

## EPPO kód
POLPSQ

## Synonyma

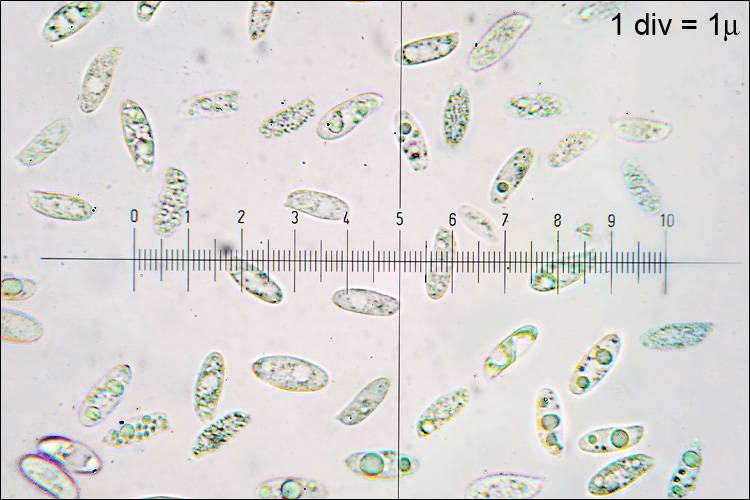
Spory.

### Vědecké názvy
Podle EPPO a Biolib pro patogena Polyporus squamosus je používáno mnoho různých synonym, například Boletus cellulosus nebo Trametes retirugis.

### České názvy

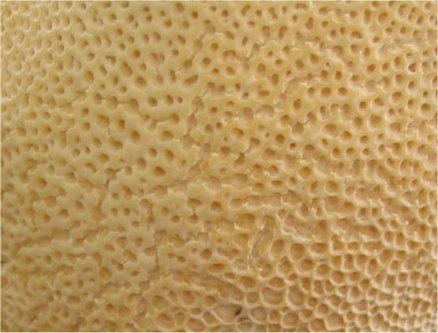
Rourky.

- choroš šupinatý
- chorošovník šupinatý

## Popis
Choroš šupinatý má jednoleté, kloboukaté až polokloboukaté s krátkým třeněm. Plodnice na živých stromech, nebo neživých částech dřevin vyrůstají jednotlivě nebo častěji v trsech. Třeň bývá většinou postranní, někdy centrální. Klobouk plodnice je až 10–60 cm široký, vějířovitý, klínovitý, ledvinitý, nebo okrouhlý, uprostřed prohloubený. Masitý, žlutorezavý až okrově rezavý, na povrchu pokrytý hnědými šupinami. Tmavohnědé šupiny přitisklé, na konci dřípatě roztřepené nebo zahrocené.
Ústí rourek bílé, později zažloutlé, nanejvýš 1 cm vysoké, s nepravidelnými, 1–2 mm širokými, zubatými, krémově nažloutlými až okrově hnědými póry. Tvar rourek je sbíhavý až labyrintický. Třeň je krémově nažloutlý, v horní části s hnědavou síťkou, v dolní části hnědý až černohnědý. Bývá středový nebo výstředný, u plodnic rostoucích z kmenů a větví nakonec postranní, bývá až 8 cm dlouhý, tlustý. Dužnina je v mládí masitá, šťavnatá, dosti měkká, bílá, má výraznou okurkově moučnatou vůni a chuť, časem je dost tuhá, později suše kožovitá a může získat i nepříjemný pach připomínající žluklý tuk.

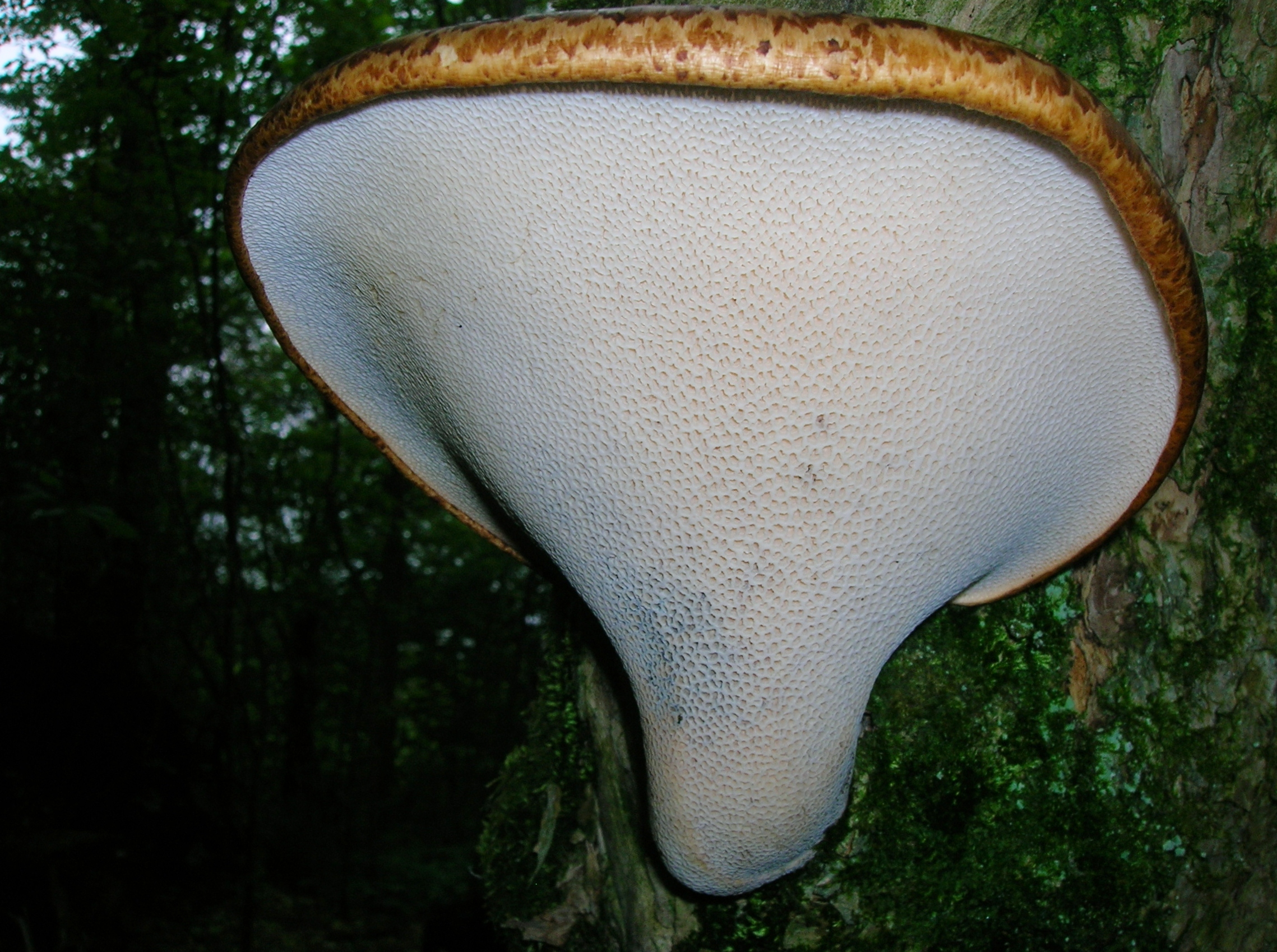
Podhled.

Plodnice rostou jednotlivě, střechovitě nad sebou nebo trsovitě, narůstají během celé vegetační sezóny, staré plodnice mohou přetrvávat celoročně, ale obvykle je v létě rychle zničí hmyz. Patogen způsobuje bílou hnilobu dřevní hmoty, která bývá černě ohraničena.

## Hostitel
Mezi obvyklé hostitele patří listnaté dřeviny.
Patogen se vyskytuje i v ovocných sadech na hrušních, ale byl nejčastěji popsán na rostlinách rodu (podle Atlas poškození dřevin):
- lípa (Tilia)
- javor (Acer)
- jasan (Fraxinus)
- ořešák (Juglans)
- vrba (Salix)
- buk (Fagus)

## Příznaky
Symptomem je tvorba jednoletých plodnic kdekoliv na kmeni, na řezných ranách, na pařezech. Mezi příznaky napadení patří prosychání a lámání větví .

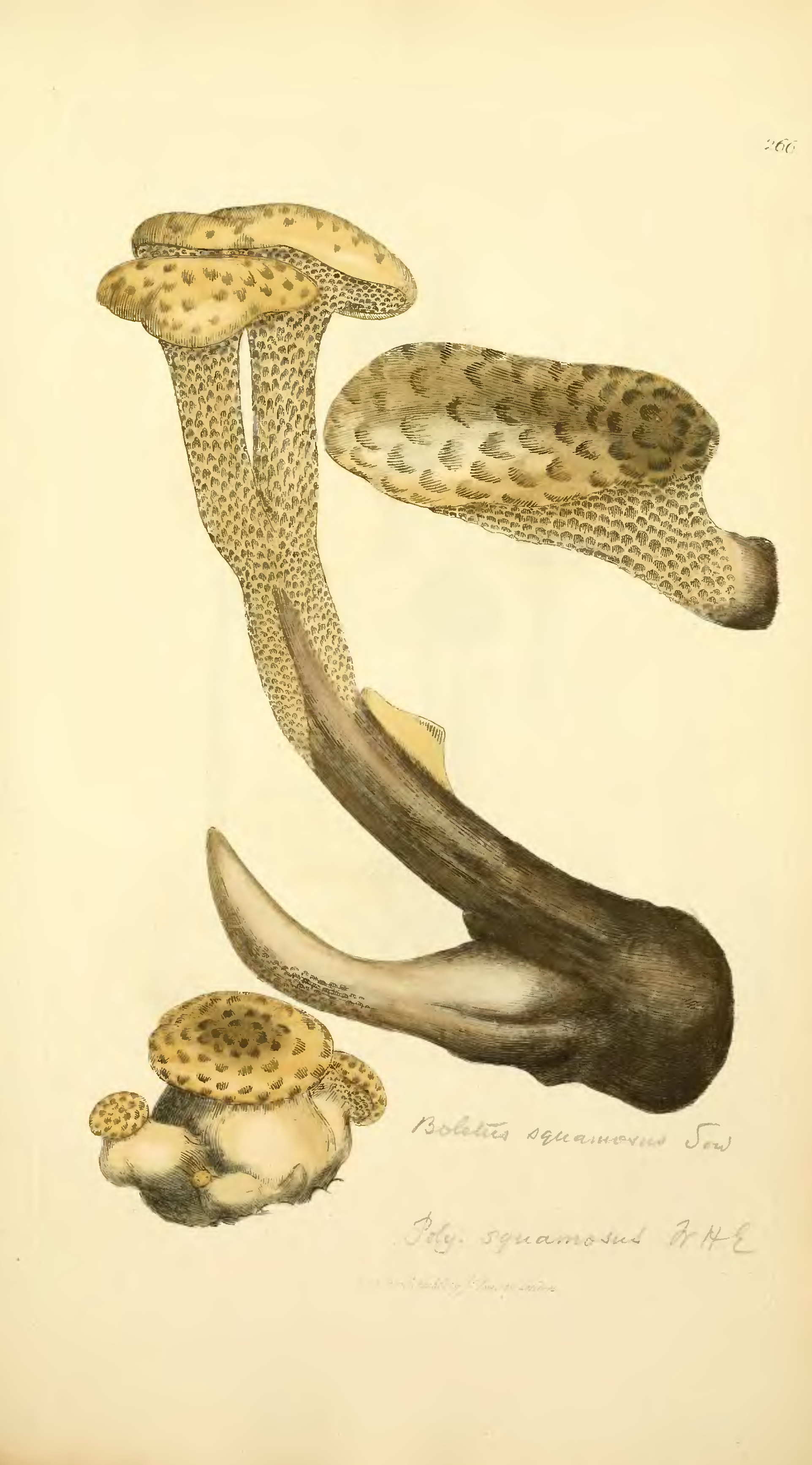
Ilustrace v English Fungi or Mushrooms..

### Možnost záměny
Záměna je možná za choroš hlíznatý (Polyporus tuberaster), jenž je také jedlý.

## Význam
Choroba způsobuje úhyn napadených dřevin a je proto vhodné tyto dřeviny co nejdříve vykácet.

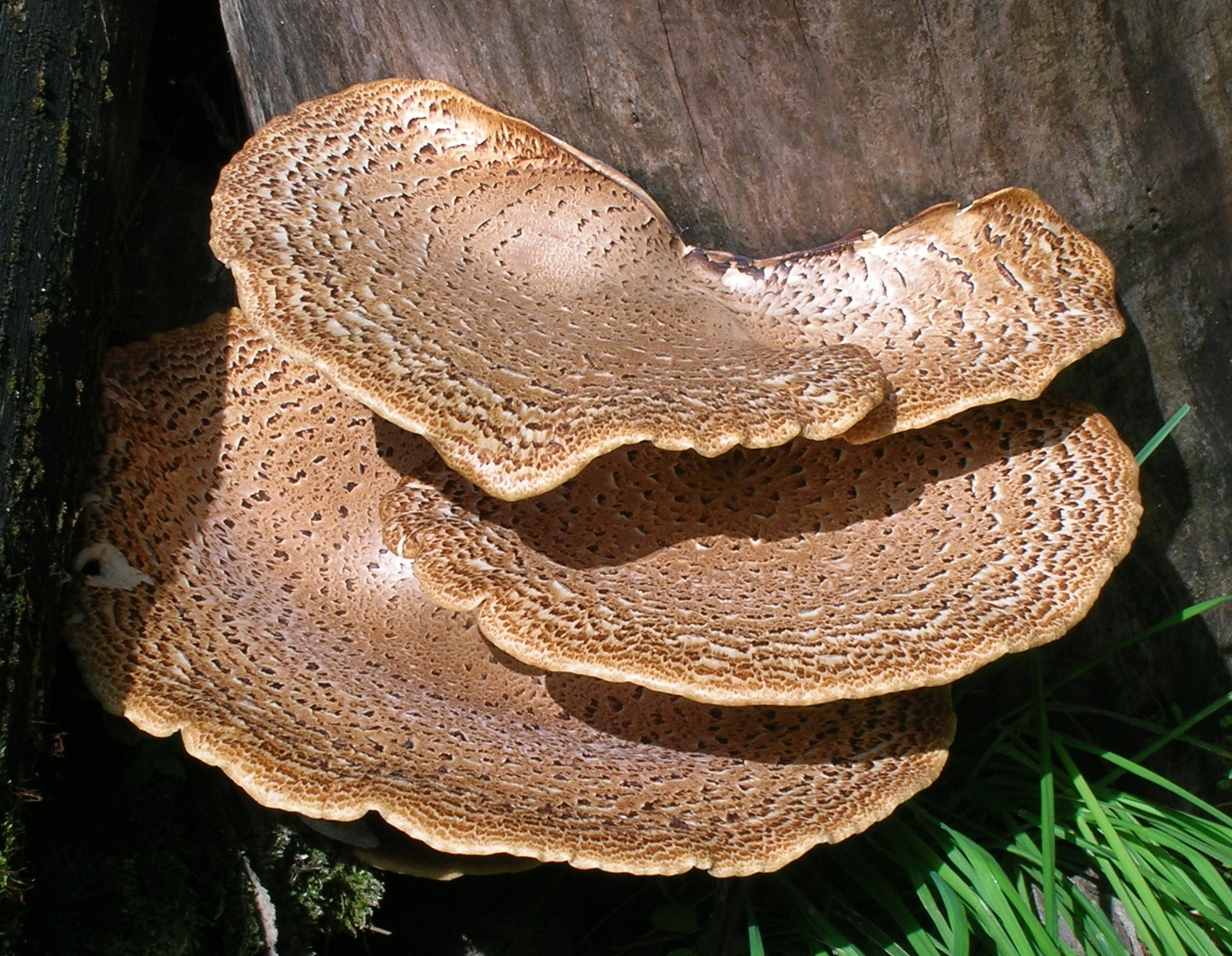
Trs plodnic

Choroš šupinatý je jedlá houba, ale prakticky se používají pouze nejmladší plodnice, například jako přídavek do polévek. Mladé choroše se dají snadno restovat i dusit a následně přidávat k masu podobně jako jiné houby. Jiný způsob zpracování představuje jejich usušení a následné rozemletí na prášek, který lze později používat jako houbové koření do omáček a dalších pokrmů.
Starší houby bývají těžko stravitelné a nejsou ani příliš chutné. U některých osob může požití houby vyvolat i zvracení.

## Ekologie
Jednotlivé stromy kdekoliv. Někdy lze příznaky nalézt i na kořenech v půdě.

## Šíření
Infekce do rostliny podle dostupných informací proniká přes poranění.

## Ochrana rostlin
Okamžité vykácení.